# Wayang beber

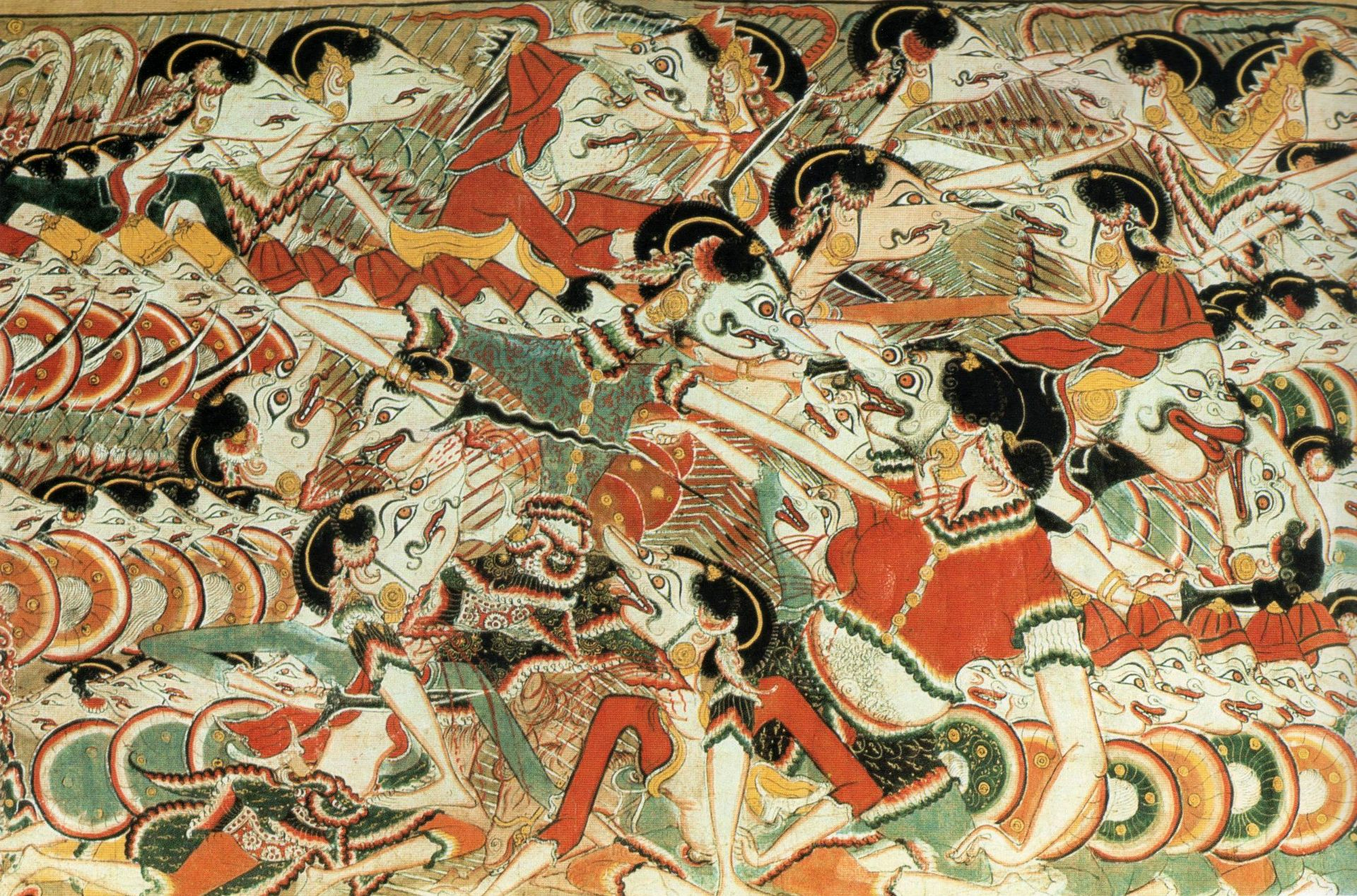
Wayang beber Gedompol, 5. Rolle, Detail der 3. Szene: Entscheidungsschlacht auf dem großen Platz (alun-alun) vor dem Palast. Tawang Alun, der Verbündete des Helden Panji sticht den magischen kris in den Hals des bösen Königs Klana. Mit dem Sieg ist der Frieden im Königreich Kediri wiederhergestellt.

Wayang beber, auch wayang bèbèr (javanisch, aus wayang, „Puppe“ und beber, „aufrollen“, „ausbreiten“), ist eine Form der dramatischen Erzählung auf der indonesischen Insel Java, bei der ein Vorführer (indonesisch dalang) auf Bildrollen gemalte Szenen zeigt und mit Musikbegleitung erzählt. Die Vorführungen beinhalten Geschichten des in der Zeit der späteren hindu-javanischen Königreiche (13. Jahrhundert bis Anfang 16. Jahrhundert) entstandenen Erzählzyklus um den mythischen Prinzen Panji. Die Panji-Geschichten gehören zur jüngeren Erzähltradition wayang gedog.
Wayang beber ist eine zu den indonesischen Theaterstilen wayang gehörende Kunstgattung, die in der Bevölkerung eine hohe Wertschätzung genießt, aber Anfang des 20. Jahrhunderts als praktisch verschwunden galt und erst in den 1960er Jahren von der Forschung in den beiden Dörfern Gedompol und Gelaran an der Südküste Ostjavas wiederentdeckt wurde. Die vermutlich Ende des 17. Jahrhunderts angefertigte Bilderzählung von Gedompol besteht aus sechs Rollen mit jeweils vier Szenen in chronologischer Abfolge und mit einer durchgängigen Handlung. In Gelaran sind sieben Bildrollen mit je vier Szenen aus der ersten Hälfte des 18. Jahrhunderts erhalten, deren erzählerischer Zusammenhalt nicht eindeutig überliefert ist.
Seit der Jahrtausendwende fertigen einige Maler in Zentraljava zu Panji-Erzählungen und zu aktuellen gesellschaftlichen Themen neue Bildrollen an, die einem breiten Publikum vorgeführt und in Kunstgalerien gezeigt werden.

## Herkunft und Forschungsgeschichte

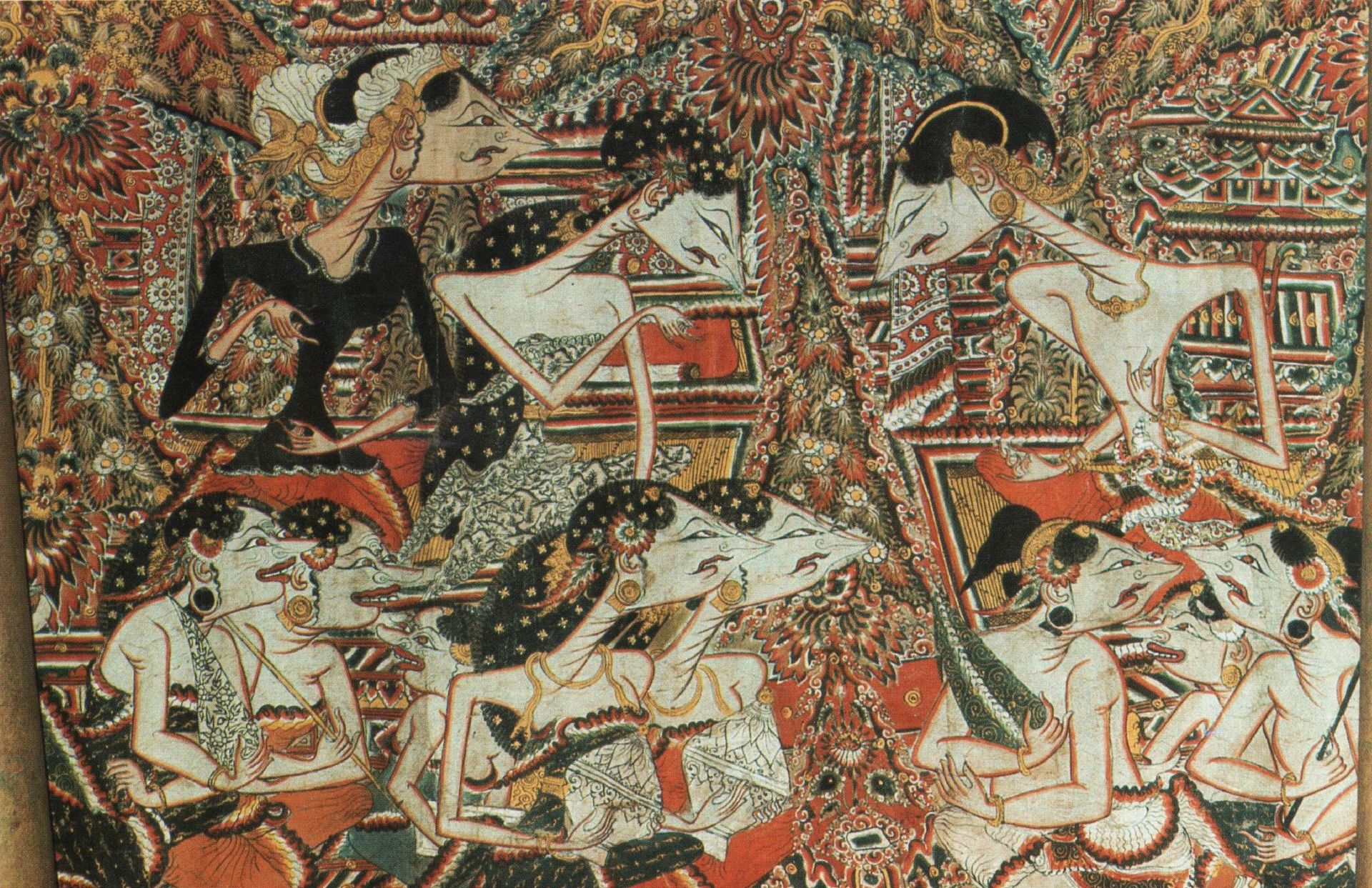
Gedompol, 6. Rolle, 3. Szene: Prinzessin Sekar Taji, in ein Batiktuch gehüllt, erhält in ihrem Palastgemach nach ihrer Hochzeit Ratschläge von der älteren Kili Suci in schwarzer Bluse. Rechts ihr Bruder Ganda Ripa oder ihr Gemahl Panji.

Wayang bezeichnet in der javanischen Sprache eine Puppenfigur oder einen anderen Charakter in einem Drama. Ein angehängtes Bestimmungswort erklärt Näheres zu Stil und Inhalt der Theateraufführung. Am bekanntesten ist das Schattenspiel wayang kulit (kulit, „Haut“, „Hülle“, „Schale“), das nach Herkunft seiner Themen eingeteilt wird. Wayang kulit purwa, verkürzt wayang purwa, das „altertümliche wayang“, enthält Episoden aus den altindischen Sanskrit-Epen Ramayana und Mahabharata sowie dem von Tantular im 14. Jahrhundert am Hof der Radschas von Majapahit verfassten Arjuna Sasrabahu, das Geschichten um den aus dem Ramayana bekannten König Arjuna enthält.
Die romantische Geschichte des Prinzen Panji geht nicht auf indischen Einfluss zurück, sondern entstand in Java. Das zugehörige Schattenspiel heißt wayang kulit gedog. Zu den Legenden des wayang gedog gehören neben Panji weitere Helden, vor allem Damar Wulan, die Hauptfigur eines Ritterromans aus der Majapahit-Zeit. Gedog ist ein Wort der Kawi-Sprache, ein Vorläufer der heutigen javanischen Sprache, und bedeutet „Pferd“, entsprechend dem neujavanischen kudho. Es steht laut dem javanischen Prinzen Noto Soeroto (1888–1951) des Sultanats Yogyakarta für den wie ein stampfender Pferdehuf klingenden Schlag, den der Spielführer (dalang) beim Schattenspiel erzeugt, wenn er mit seinem cempala (kleiner gedrechselter Holzknüpfel) gegen die Kiste (kotak) mit den Spielfiguren klopft, um seinen Vortrag zu betonen.
Panji ist außer im wayang beber auch die Hauptfigur in einigen Tanzstilen, besonders im Maskentanz wayang topeng und in den Puppenspielen wayang klitik (flache farbige Holzpuppen) und wayang golek (dreidimensionale größere Holzpuppen). Zum umfangreichen Repertoire des wayang golek gehören Dramen (lakon) des indischen wayang purwa, mehrere Arjuna-, Panji- und die Damar-Wulan-Erzählungen sowie den muslimischen Serat-Menak-Stoff, der ansonsten im Schattenspiel Serat Menak Sasak aufgeführt wird.
Über das Alter des javanischen wayang beber herrscht keine Klarheit, es ist etwa so alt oder älter als das wayank kulit. Vielleicht gehörten beide ursprünglich zu animistischen Ritualen und zur Ahnenverehrung. Die Chroniken aus den Palästen (kraton) von Yogyakarta und Surakarta lassen sich so zusammenfassend interpretieren: Die Einführung des wayang beber ist ungefähr für das Jahr 1223 festgelegt. Damals wurden Zeichnungen auf Palmblattstreifen (lontar) geritzt. Prabu Panji Suryawisesa, der Herrscher des ostjavanischen Königreichs Jenggala trug zu den Zeichnungen an seinem Hof indische Erzählungen vor. Dabei zeigte der König nacheinander einzelne Bilder und sein Vortrag wurde von einem gamelan begleitet. Ein späterer König von Jenggala namens Prabu Surya Amiluhur verlagerte im 13. Jahrhundert sein Reich nach Westjava, wo er das Königreich Pajajaran gründete. Um die Bilder zu vergrößern, ließ er ein Papier aus der gestampften Rinde des Papiermaulbeerbaums (Broussonetia papyrifera) herstellen, das auf Javanisch dlancang gedog oder dlancang Ponogoro (Panaraga) nach dem einzigen Herstellungsort des Papiers genannt wird (indonesisch „Rindenpapier“: kertas daluwang). Die geographische Angabe „Westjava“ ist zweifelhaft, denn Ponogoro liegt in der Osthälfte der Insel. Während der Herrschaft des Königs Prabu Batana von Majapahit wurde um 1316 die Technik der Aufführung durch Holzrollen verbessert, die Bilder wurden sorgfältig ausgeschmückt und vergoldet. Nun kam der Name wayang beber für diese Vorführung auf.
Dem Majapahit-König Brawijaya I. wird die Verbreitung des wayang beber in der ungefähr bis heute überlieferten Form zugeschrieben, bei der die Farbgebung zur Unterscheidung der Charaktere (Könige, Helden, Untergebene) maßgeblich wurde. Die Rollen wurden auf Holzstäben aufgerollt und diese fest auf einem Sockel aufgestellt. Der König soll einen seiner Söhne angewiesen haben, für neue wayang beber zu sorgen. Drei neue Bildrollen für unterschiedliche Geschichten seien so entstanden. Als im 15. Jahrhundert Majapahit im Niedergang begriffen war, gelangten die Bildrollen nach Demak an die Nordküste, wo mit dem Sultanat Demak gegen Ende des 15. Jahrhunderts der erste muslimische Herrschaftsbereich in Java entstand. Ein muslimischer Javaner, Sunan Kalijaga, der heute als einer der neun heiligen Wali (Wali Songo) verehrt wird, verwandte die wayang-Aufführungen zur Verbreitung seines sufischen Islam. Als Zugeständnis an das islamische Bilderverbot verloren die Figuren (gleichermaßen im wayang kulit und im wayang beber) ihr lebensnahes Aussehen und erhielten die bis heute vorherrschenden, erstarrten Vogelkopfgesichter. Andere Quellen teilen weit weniger als die Palastchroniken mit.
Die bedeutendsten fremden Quellen über das Majapahit-Reich Anfang des 15. Jahrhunderts sind die chinesischen Muslime Ma Huan und Fei Hsin, die im Gefolge des Admirals Zheng He während einer Schiffsexpedition 1416 Java besuchten. In ihrem Bericht heißt es, dass es gewisse Leute gäbe, die auf Papier Menschen, Vögel, Tiere und Insekten malten. Das Papier sei eine 90 Zentimeter breite Rolle, die zwischen zwei Holzstäben gespannt und Szene für Szene vom einen zum anderen Ende umgerollt wird, während ein dahinter auf dem Boden sitzender Vorführer in lautem Ton in der Lokalsprache Erklärungen abgibt. Die Zuschauer sitzen um ihn herum am Boden und brechen je nachdem, was er erzählt, in Geschrei oder Gelächter aus.  Diese Beschreibung trifft nach wie vor zu, abgesehen davon, dass die Zuschauer heute ausschließlich vor der Bildrolle sitzen. Auf Fotografien um 1902 saßen sie noch im Kreis um den dalang.
Nachfolgend fehlen konkrete Hinweise auf das wayang beber bis zum Anfang des 19. Jahrhunderts. Nach dem Niedergang des Majapahit-Reiches gegen Ende des 15. Jahrhunderts gingen vermutlich viele ältere Traditionen, die an den Höfen gepflegt wurden verloren und die Darsteller mussten sich der Kultur der islamischen Herrscher anpassen. Dies könnte auch die Darsteller getroffen haben, die in den Palästen epische Gedichte (kakawin) in altjavanischer Sprache möglicherweise zusammen mit Bildrollen darboten. Daneben gab es wandernde Schausteller (widu mawayang), die unter anderem in den Schattenspielen die Tradition der indischen Epen im Gewand der islamischen Bildervorstellungen weiterpflegten. Die Palastchroniken teilen mit, dass zur Zeit des muslimischen Sultanats von Mataram bis 1630 wayang beber gespielt wurde. In jenem Jahr verbot der Sultan von Mataram wayang-beber-Aufführungen zum magischen Reinigungsritual ruwatan, weshalb anschließend nur noch Schattenspiele bei diesem öffentlichen Ritual gezeigt wurden und Rollbilder auch anderweitig kaum noch Zuschauer fanden. Dies änderte sich unter Sultan Amankurat II. (reg. 1677–1703), als die Geschichte von Jaka Kembang Kuning gezeigt wurde.
Der englische Forscher Thomas Stamford Raffles (1781–1826) erkannte den indischen Ursprung des indonesischen Schattenspiels und anderer Theaterformen. Das wayang beber beschreibt er 1817 als „nicht sehr häufig“ anzutreffende Darstellungsform der Heldenerzählungen von Damar Wulan und seines Widersachers Menak Jingga. Die Panji-Erzählungen fand er nur beim wayang topeng, für das wayang beber erwähnt er sie nicht. Letzteres wurde laut Raffles im Unterschied zu einem anderen wayang nicht von einem gamelan musikalisch begleitet. Raffles zufolge scheint das wayang beber bereits Anfang des 19. Jahrhunderts selten gewesen zu sein.

Präsentation einer gesamten Bildrolle des wayang beber Gelaran für den Fotografen. Um 1902 im Haus des Arztes Wahidin Soedirohoesodo (1852–1917) in Yogyakarta. Soedirohoesodo war der erste Führer der politischen Befreiungsbewegung Budi Utomo und gilt als Nationalheld.

Aus dem Ende des 19. Jahrhunderts liegen einige wenig genaue und teilweise auf Hörensagen basierende Bemerkungen niederländischer Wissenschaftler vor. Jedenfalls soll es wayang beber nach einer Aussage vor allem in Westjava gegeben haben, nach einer anderen an der Nordküste Ostjavas unter dem Namen wayang karebet. Der Sultan von Pajang, einem kleinen, von 1568 bis 1586 existierenden Sultanat an der Nordküste Zentraljavas, soll Raden Karebet genannt worden sein, weil bei seiner Geburt eine wayang karebet-Vorführung in seinem Haus stattfand. G. A. J. Hazeu sah um 1902 die Rollen von Gelaran und stellte fest, dass sie von ihrem Besitzer als sehr wertvollen Erbbesitz (pusaka) und als magisches Heiligtum (pepunden) eingeschätzt wurden. Rudolf Arnold Kern schrieb 1909 (in De Wajang Beber Van Patjitan) über den wayang beber Gedompol, der dalang habe sich geweigert, diesen zu verkaufen, weil er dies aus Respekt vor den Ahnen nicht tun dürfe. Der dalang gab gegenüber Kern einen Stammbaum von neun Generationen an. Damit würden die Bildrollen von Gedompol um 1700 angefertigt worden sein. Ein mutmaßliches Chronogramm in der vierten Szene der ersten Rolle ergibt nach der altjavanischen Jahreszahl 1614 eine Datierung für das wayang beber von Gedompol in das Jahr 1690. Die Lesart ist unsicher, das Datum passt jedoch zur Schätzung über die Ahnenreihe des dalang und stellt die Identität des wayang beber von Gedompol mit den unter Amankurat II. verwendeten Bildrollen fest. Das andere wayang beber aus dem Dorf Gelaran wurde während der Regierungszeit von Pakubuwana II. (reg. 1726–1749), mit dem das Sunanat Surakarta begann, im Jahr 1735 oder 1739 angefertigt, ebenfalls unter Verwendung von Rindenpapier aus Ponogoro. Dieses Papier wurde bis zur Mitte des 19. Jahrhunderts eingesetzt.
Nach Hazeu (1904) und Kern (1909) war das wayang beber in der Wissenschaft völlig in Vergessenheit geraten. Jaap Kunst (Een en ander over de Javaansche Wajang, Amsterdam 1940) erwähnt in seinem kurzen Artikel über die wayang-Formen lediglich, dass es sich beim wayang beber um einen 2 bis 2,5 Meter langen Baumbastpapierstreifen handelt. Erst 1963 sah Mally Kant-Achilles zweimal die von dalang Sarnen geleitete Aufführung der Bildrollen von Gedompol und im folgenden Jahr die Rollen von Gelaran, wobei dort ein kundiger dalang fehlte, der eine Aufführung hätte gestalten können. Die beiden Bildrollensets werden in der Forschung mit diesen Ortsnamen benannt. Das Dorf Karang Talun in der Gemeinde (desa) Gedompol im Regierungsbezirk (kabupaten) Pacitan an der Südküste Ostjavas war der Heimatort des dalang Sarnen, des damals einzigen anerkannten dalang für wayang beber. Die Aufführungen der Gedompol-Rollen fanden wenige Kilometer östlich im Dorf Donorejo statt, das näher bei der Kleinstadt Pacitan liegt. Das zweite Dorf, Gelaran, liegt nördlich des Ortes Wonosari im Regierungsbezirk Gunung Kidul, der im Westen an die Sonderregion Yogyakarta anschließt.
Zwei Autorinnen, Claire Holt (Art in Indonesia, Ithaca/London 1976) und Clara B. Pink-Wilpert (Das indonesische Schattentheater, Holle, Baden-Baden 1976, S. 49), erwähnen wayang beber-Aufführungen um Pacitan, die sie in den 1960er Jahren gesehen haben. Nach Kenntnis von Claire Holt gab es im Distrikt (kecamatan) Punung bei Pacitan den einzigen dalang für wayang beber. Er soll zwölf Bildrollen (2 × 0,5 Meter) mit insgesamt 24 Szenen in drei Stunden vorgeführt haben. Pink Wilpert kannte ebenfalls Pacitan als einzigen Aufführungsort in Java. Bereits vor dieser Zeit waren Kopien der beiden Rollen in den Kunsthandel und in Museen gelangt. 1981 fand eine Vorführung mit den Originalrollen von Gedompol im Goethe-Institut in Jakarta statt, die wissenschaftlich dokumentiert wurde.
Aufführungen mit Kopien alter Bildrollen werden heute bei bestimmten gesellschaftlichen Anlässen wie dem Jahrestag der Stadt von der städtischen Kulturabteilung in Pacitan organisiert. Das wayang beber ist von seiner früheren Verwendung im Rahmen einer ngruwat-Zeremonie losgelöst (ngruwat, auch meruwat, „Unheil abwehren“, „entzaubern“, „loskaufen von bösem Fluch“).

## Verbreitung von Bilderzählungen
Erzählungen mit der Präsentation von Bildern waren im indischen Kulturraum nach der Überlieferung in Jain-Schriften bereits zur Zeit Mahaviras im 6. Jahrhundert v. Chr. bekannt, als bettelnde Bildervorführer und Geschichtenerzähler (Sanskrit mankha) umherzogen. Im 12. Jahrhundert werden sie als Chitra Kathak (aus citra, chitra, unter anderem „Bild“ und katha, kathi, „Geschichte“) in der Enzyklopädie Manasollasa von König Somesvara erwähnt. Bis heute haben sich in Indien in einigen Regionen in der Volkstradition Bildervorführer erhalten. Hierzu gehört die Paithan-Malerei des 19. Jahrhunderts aus der gleichnamigen Stadt im Distrikt Aurangabad im Bundesstaat Maharashtra. Die Geschichtenerzähler (chitrakathi) aus Paithan verwenden keine Bildrollen, sondern einzelne auf Papier gemalte Bilder, die sie zu einer Serie (poti) gebündelt haben. Dasselbe gilt für die wenigen verbliebenen citrakathi in einigen Dörfern um die Stadt Sawantwadi im Süden von Maharashtra, die mit einem Stapel von Bildern auftreten, die beidseitig auf ein 30 × 40 Zentimeter großes, braunes Papier gemalt sind. Der Vorführer spricht die Dialoge im Wechsel mit einem neben ihm sitzenden Akteur, begleitet von einigen in der regionalen Volksmusik vorkommenden Musikinstrumenten. Diese Gruppen führen auch ein Marionettenspiel und das Schattenspiel Chamadyache bahulya auf. Heute noch am lebendigsten ist die Chitrakatha-Tradition in Rajasthan, wo die Kastengruppe der Bhopas lange, bemalte Stoffbildrollen genannt Phad zeigen und erklären (phad bachana). Das Stoffbild, das die gesamte Geschichte enthält, wird zwischen zwei in den Boden gesteckten Holzstäben oder vor einer Wand aufgespannt. Der Bhopa begleitet seine Erzählung selbst auf der Spießlaute ravanahattha. Im Osten Indiens pflegen in Westbengalen die Patua eine entsprechende Tradition, wenn sie mit volkstümlichen Motiven bemalte Bildrollen (pat) präsentieren. Die Patua nennen sich selbst chitrakar und singen einen epischen Gesang, während sie eine Bildrolle nach der anderen ausbreiten oder in heutiger Zeit ihre Bildrollen zum Verkauf anbieten.
Im Iran der Kadscharenzeit zogen Geschichtenerzähler (persisch pardadari, „Vorhanghalter“) mit großen, mit Ölfarben auf Leinwand gemalten Bildern (parda) umher, die 3,5 × 1,5 Meter maßen. Der pardadari sang die Erzählung, bei der es um die tragische Schlacht von Kerbela ging, während er auf die einzelnen Szenen der Bilder zeigte. Das iranische parda für die Bildrolle ist gleichbedeutend mit par oder phad in Nordindien.
In China gab es bereits in der Tang-Dynastie (618–907) die erzählenden Gesänge Bianwen und in Höhlentempeln die Wandbilder Bianxiang, die Episoden aus denselben buddhistischen Legenden abbildeten, die den Gesängen zugrunde lagen, und damit vermutlich eine Form bildhafter Erzählung waren. Eine erzählende Bildrolle in Japan, die szenenweise aufgerollt wird, ist das im 10. Jahrhundert entstandene Emakimono.
Eine allgemeine Verwandtschaft besteht ferner zum mittelalterlichen europäischen Bänkelgesang, der in Italien cantastorie und in Spanien cantastoria hieß. Ungewöhnlich war die heute als The Sioux War Panorama bekannte Bildrolle des amerikanischen Malers John Stevens, der in den 1860er und 1870er Jahren in Veranstaltungsräumen eine über 60 Meter lange und knapp zwei Meter breite Leinwand vorführte, die in ein Gestell mit zwei horizontalen Rollen eingespannt war und mittels Getriebe und einer Handkurbel von der unteren auf die obere Rolle umgespult wurde. In 36 Szenen hatte er den Sioux-Aufstand von 1862 in Bildern umgesetzt. Zwei Öllampen erhellten die Szenen. Stevens stand an einer Seite und erzählte die Geschichte, ein Mann kurbelte an der anderen Seite die Bildrolle und eine Musikgruppe begleitete das Spektakel.

## Aufführungspraxis

Wayang beber Gelaran-Aufführung um 1902 im Haus von Wahidin Soedirohoesoedo in Yogyakarta. Opfergaben vor dem Holzkasten. Vor dem dalang liegen die Bildrollen, durch Pfauenfedern magisch geschützt.

Der Holzkasten (kotak) des wayang beber Gelaran mit abgenommenem Deckel. Um 1902 im Haus von Wahidin Soedirohoesoedo in Yogyakarta.

Die Beschreibung zu den Bildern und zum Aufführungsverlauf gründet im Wesentlichen auf Vorführungen, die Mally Kant-Achilles sah: zweimal die Gedompol-Rollen in Donorejo 1963 und einmal die Gelaran-Rollen im gleichnamigen Dorf in der Nähe von Wonosari 1964. Die Gedompol-Rollen beinhalten die dramatische Erzählung (lakon) mit dem Titel lakon Jaka Kembang Kuning und die Gelaran-Rollen im Wesentlichen das Stück lakon Kyahi Remeng Mangunjaya. Beides sind Varianten des Panji-Stoffes und die beiden einzigen erhaltenen Bildrollen Javas. Einzelne alte Bildrollen oder Kopien hiervon befinden sich in einigen Museen. Die Aufführungen in Gedompol wurden von dalang Sarnen gestaltet, der dieselbe Aufführung noch einmal 1981 in Jakarta gab. Der Besitzer der Rollen in Gelaran war kein gelernter dalang und konnte nur ungefähr die Szenen erklären. Dieses Set war seit Jahrzehnten nicht mehr vollständig vorgeführt worden.
Das wayang beber Gedompol besteht aus sechs Rollen, wobei die vierte Szene der sechsten Rolle nicht gezeigt werden darf. Damit verbleiben 23 Szenen. In Gelaran besteht das wayang beber aus sieben Bildrollen, von denen die ersten beiden genauso sorgfältig gemalt sind wie die Rollen von Gedompol. Eine achte Rolle hat kein Forscher in geöffnetem Zustand gesehen, sie wird als pepundèn („heilig“, Gegenstand religiöser Verehrung) beiseite gelegt. Die Rollen drei bis sieben von Gelaran sind unvollendet; vom Hintergrund sind nur einzelne Umrisslinien erkennbar, die nicht ausgefüllt wurden.

### Technischer Aufbau
Das Prinzip der horizontal bewegten Bildrolle ist einfacher und benötigt im Unterschied zum vertikalen Bildtransport von John Stevens Rollen kein solides Gestell, eignet sich aber nur für kleine Bildformate, weil das Papier nicht sonderlich straff gespannt werden kann. Als Basis dient der Holzkasten (kotak), in dem die Bildrollen (gulung) aufbewahrt werden. Dieser ist beim wayang beber von Gedompol etwa 1,25 Meter lang, etwa 30 Zentimeter hoch und mit 14 Zentimetern so schmal, dass nur zwei Rollen nebeneinander darin Platz finden. Die Stäbe, auf denen die Bildrollen aufgewickelt sind, messen etwa 90 Zentimeter, die komplett entrollten Papierbahnen etwas über 2 Meter Länge und 70 Zentimeter Breite. Der Kasten ist mit einem abnehmbaren Deckel verschlossen. An einem Ende befindet sich ein etwa 20 Zentimeter großes Fach für Opfergaben. Seiner Bedeutung entsprechend war der Kasten von Gedompol mit einem weißen Tuch (kain mori, „weißes Tuch“ als Grundmaterial für Batik, auch kain suci, „heiliges, geweihtes Tuch“) geschützt. Auf dem Kasten von Gelaran lagen zum (magischen) Schutz vor Insektenfraß Pfauenfedern, weil diese angeblich die Insekten an sich ziehen und so vom Kasten und seinem Inhalt fernhalten.
Die Papierbahn ist an beiden Enden an die ein Zentimeter starken Stäbe so festgeklebt, dass diese an jeder Seite zehn Zentimeter überstehen. Die Stäbe werden an beiden Seiten des Kastens senkrecht in Aussparungen eingesteckt. Das Papier des Papiermaulbeerbaums ist trotz seiner Dicke etwas durchscheinend, daher kann der dicht hinter der aufgespannten Bildrolle sitzende dalang die durchscheinenden Motive ungefähr erkennen. Da der Abstand der Haltestäbe festgelegt ist, haben die vier Szenen auf jeder Bildrolle dieselbe Breite. Das Papier ist mit Leimfarben ohne Vorgrundierung bemalt. Zur Aufführung steht der Kasten üblicherweise auf dem Boden, der dalang sitzt hinter der Bildrolle und die Zuschauer nehmen auf dem Boden davor Platz.

### Aufführungsverlauf
Bei der Aufführung der wayang beber-Rollen von Gedompol 1963 waren sieben Personen beschäftigt: außer dem dalang Sarnen vier Musiker und zwei Hilfskräfte beim Aufbau. Die vorbereitenden Opferhandlungen waren vergleichsweise einfach. Der dalang entzündete als Opferfeuer das Benzoeharz (menyan) in einer Schale und sprach etwas leise vor sich hin. Auf dem Tisch (für die europäischen Gäste waren Stühle aufgereiht und der Bildrollenkasten stand auf einem Tisch) war vor dem Kasten ein weißes Tuch ausgebreitet, auf dem sich als Opfergabe (sajen) ein zu einer Pyramide gefaltetes Bananenblatt und ein flaches Behältnis mit handgeschriebenen Blättern befand. Dieses ist das als heilig (pusaka) geltende Handbuch (pakem) des dalang, das Anweisungen zur Aufführung und vielleicht eine textliche Grundlage enthält. Nach einer Beschreibung von 1909 und Fotografien jener Zeit waren die Opfergaben wesentlich umfangreicher und bestanden aus gekochten Reisspeisen, Süßigkeiten, einem gerösteten Hühnchen und Blumenblüten in Wasser.
Nach dem Ende der Opferhandlungen nimmt der dalang die Rollen aus der Kiste, steckt die beiden Stäbe der ersten Rolle in die vorgesehenen Halterungen an der Kiste und legt den Deckel wieder auf. Die erste der vier Szenen (jagong) einer Rolle ist nun zu sehen. Währenddessen beginnt das Musikensemble (gamelan) zu spielen. Die Musik soll die Bilder zum Leben erwecken und begleitet praktisch die gesamte Aufführung. Die Gesamtdauer des Vortrags betrug 1963 etwa 1,5 Stunden. Die Standdauer der 23 gezeigten Szenen war sehr unterschiedlich: Auf die erste Szene der ersten Rolle entfielen 25 Minuten, auf die beiden folgenden Szenen je zehn Minuten und etliche Szenen wurden bereits nach einer Minute weitergedreht. Den Rollenwechsel bewältigt der dalang so geübt, dass er gegen Ende der letzten Szene einer Rolle bereits die nächste Rolle einsteckt und während er die alte Rolle einrollt zugleich die neue aufrollt. Am Ende der Vorstellung verabschiedet sich der dalang mit einer ehrerweisenden Abschiedsgeste (sembah), indem er beide Handflächen vor dem Oberkörper zusammenlegt. Dieser Gruß entspricht dem namaste in Indien und dem wai in Thailand. Der dalang bittet die Zuschauer, seine Unzulänglichkeit zu entschuldigen und legt die Rollen in den Kasten zurück. Es ist von religiöser Bedeutung, dass der Auftraggeber einer Vorführung anschließend alle Teilnehmer und Gäste zu einem Essen (selamatan) einlädt. Selamatan ist eigentlich ein Gedächtnismahl zu Ehren der Toten (von selamat, „gesund“, „wohlbehalten“, „von Unglück verschont geblieben“).

### Musik

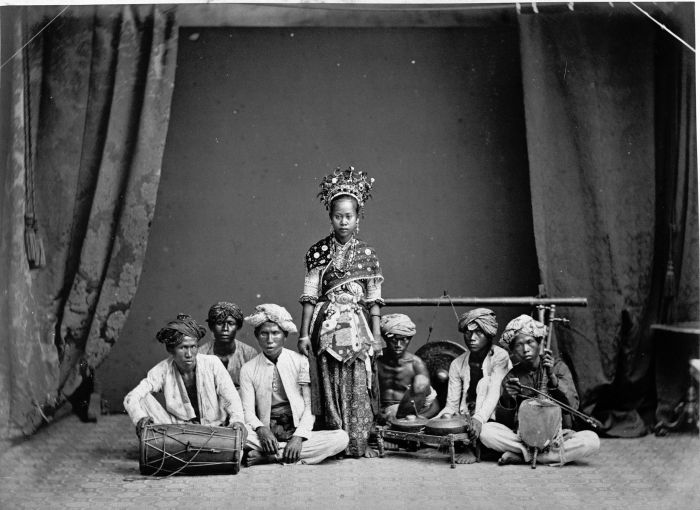
Ronggeng, ein alter volkstümlicher Frauentanz mit erotischem Unterton. Das bescheidene Begleitensemble spielt vier der erwähnten Musikinstrumente: Fasstrommel kendang, zwei Kesselgongs kenong in einem Gestell, dahinter der hängende gong suwukan, zweisaitige Streichlaute rebab. Studioaufnahme in Batavia, 1875–1885

Die in Südostasien verbreitete Orchesterformation gamelan, die vermutlich javanischen Ursprungs ist, besteht generell aus mehreren melodiebildenden Schlagidiophonen und Trommeln, ergänzt um wenige Saiteninstrumente oder Flöten. Gamelan begleiten seit vorislamischer Zeit bis heute religiöse Zeremonien und Tänze. Für wayang kulit purwa wird in Java stets ein gamelan sléndro eingesetzt, das auf die fünfstufige Tonleiter sléndro gestimmt ist. Im Unterschied hierzu spielt beim wayang kulit gedog ein in sieben Tonstufen gestimmtes gamelan pélog. Obwohl die Panji-Geschichten des wayang beber zum gedog-Repertoire gehören, wird auch hier ein gamelan sléndro verwendet.
Die Musikinstrumente des gamelan von Gedompol sind zumindest in den letzten 100 Jahren dieselben geblieben. Das einzige, einen anhaltenden Melodieton produzierende Instrument ist die zweisaitige, mit dem Bogen gestrichene Schalenspießlaute rebab (verwandt mit den unter ähnlichen Namen vorkommenden, orientalischen Spießlauten rabāb). Üblicherweise ist der Korpus ungefähr herzförmig, bei dem 1963 gespielten Instrument aus dörflicher Produktion war er rund. Das Tempo wird von der zweifelligen Fasstrommel kendang vorgegeben. Die kendang besitzt einen asymmetrisch gekrümmten Korpus, wird mit beiden Händen geschlagen und ruht waagrecht oder schräg auf einem Holzgestell. Die bei Schattenspielen und zur Tanzbegleitung allgemein verwendete mittelgroße Bauart ist die kendang ciblon, die hell klingende Schläge in zwei Tonhöhen hervorbringt. Die Spieler von Streichlaute und Trommel, den beiden führenden Musikinstrumenten, reagieren auf Vorgaben des dalang, der entweder Blickkontakt mit ihnen aufnimmt oder mit seinem Holzkegel cempala auf den Figurenkasten schlägt, um ein Signal zu geben.
Der gong suwukan ist ein flacher, hängender Buckelgong, der deutlich kleiner ist als der gong ageng und im Schattenspielensemble an die Stelle des größeren Gongs tritt. In einem größeren gamelan markiert der gong ageng den Abschluss der hauptsächlichen musikalischen Perioden und der gong suwukan markiert die kleineren Perioden dazwischen. Zum im wayang beber die Perioden abschließenden gong suwukan gesellen sich drei weitere kleinere Gongs. Alle vier Gongs, gong suwukan, der kleinere kempul und das sehr kleine Gongpaar kemong und engkuk hängen zusammen an einem Holzgestell und werden von einem Musiker bedient. Der vierte Musiker spielt den großen Kesselgong kenong, der waagrecht auf zwei sich überkreuzenden Schnüren über einem quadratischen Rahmen aus floralen Holzschnitzereien liegt. Mehrere kenong werden im rechten Winkel vor dem Musiker aufgestellt; bei der Aufführung 1981 bildeten vier oder fünf dieser Kesselgongs ein Set. Das 1963 als kenong bezeichnete Instrument ist ein Metallophon aus fünf eisernen Klangplatten mit jeweils einem kleinen Schlagbuckel in der Mitte, die an Schnüren waagrecht über einem Holzgestell liegen. Eine Bambusröhre unter jeder Platte dient als Resonator. Ohne die kleinen Buckel entspricht ein solches kenong einem javanischen slenthem (auch gendèr panembung), das zur Gruppe der gendèr gehört.
Die rebab folgt mit reichen melodischen Verzierungen im Wesentlichen der Melodielinie der Gesangsstimme. Innerhalb der vom gong suwukan eingegrenzten Perioden gliedern Schläge der drei kleineren Gongs die Zeit in gleiche Intervalle. Jeder ihrer Schläge wird mit doppelter Geschwindigkeit von Schlägen des kenong unterteilt. Diese gleichbleibende Schlagfolge geht an manchen Stellen in eine noch dichtere Schlagfolge über, wird aber ansonsten über die gesamte Spielzeit beibehalten. Es ergibt sich ein zyklischer, musikalischer Ablauf wie er ähnlich für die Musik des gamelan allgemein typisch ist.
Den Beginn der ersten und einiger weiterer Szenen bildet eine janturan genannte, gesprochene Rezitation, in welcher der dalang in einer blumigen Sprache in die Handlung einführt. Üblich ist – auch beim Schattenspiel, dass während des janturan das begleitende Orchester mit verminderter Lautstärke im Hintergrund spielt. Jede Szene beginnt mit einer musikalischen Einleitung, nach deren Ende der dalang die Dialoge (pocapan oder gineman) der dargestellten Figuren spricht. Sind die Gespräche beendet und nehmen die Ereignisse ihren Lauf, verlässt der dalang seine teilnehmende Rolle und wird für kurze Zeit zum äußeren Erzähler. Die Überleitung erfolgt mit den Worten: „semana kocapa...“ („nun soll erzählt werden...“). In geraffter Form schildert er das Geschehen (cerita, „Erzählung“), während die Musiker bereits die Eröffnungsmusik für die folgende Szene anstimmen.
Will der dalang auf eine Situationsveränderung der dramatischen Handlung (lakon) hinweisen, so fällt er aus dem gesprochenen Vortrag in einen liedhaften Gesang (suluk). Die mehrfach dazwischen geschalteten suluk-Gesänge lassen sich drei Typen zuordnen. Der erste und dritte suluk-Typ führen vom gesamten Orchester begleitet in die einzelnen Szenen ein, während beim zweiten suluk-Typ der Gesang nur von der rebab begleitet wird. Jeder suluk-Gesang wird aus kurzen, melodischen Phrasen gebildet, beim ersten Typ sind es acht, beim zweiten Typ vier und beim dritten Typ sechs Phrasen. Ein bestimmter javanischer Modus ist nicht herauszuhören.

## Bildinhalt

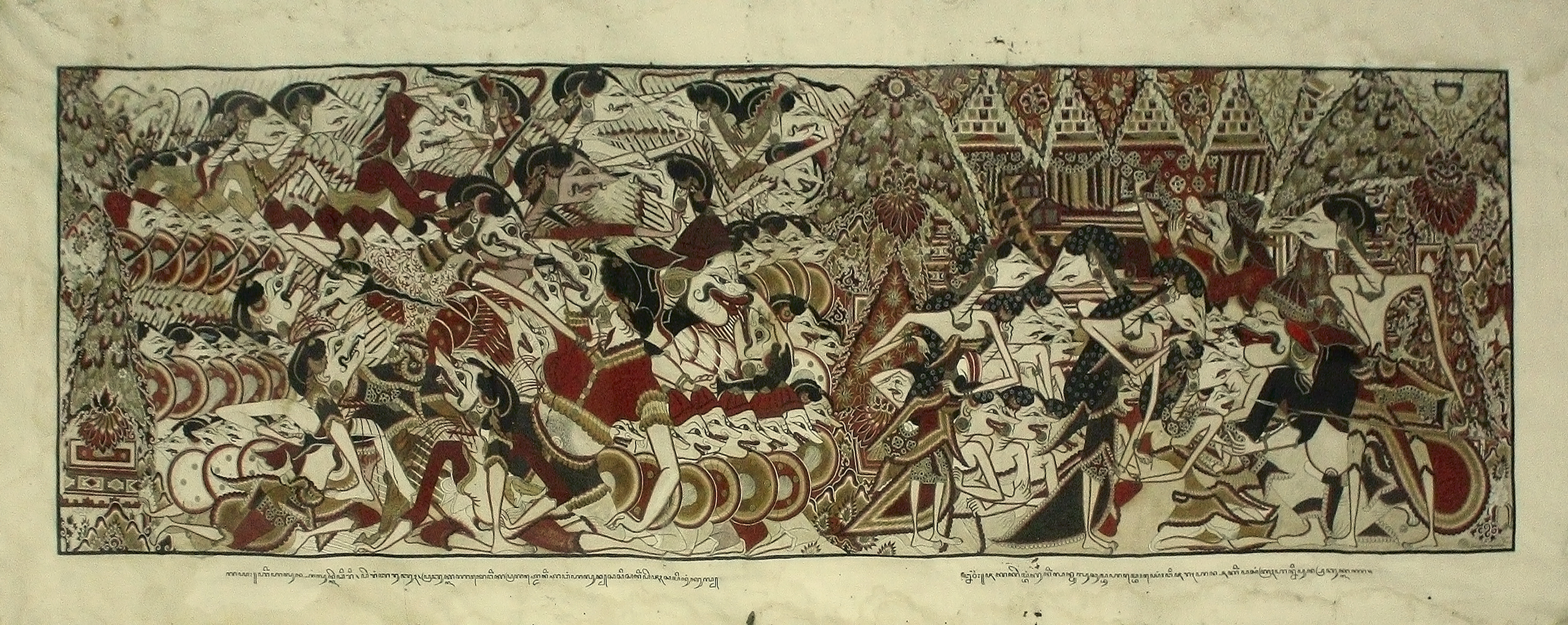
Links mit Säbel und Schild angreifendes Heer, rechts höfische Szene. Wayang beber im Mangkunegaran-Palast, Surakarta.

### Ikonographie
Die stilisierten, vogelkopfartigen Gesichter der dargestellten Personen ähneln den Figuren des javanischen wayang kulit und des wayang klitik. Die Gesichter dienen wie dort der Identifizierung und Zuordnung zu bestimmten Typen. Die Typen entsprechen besonders denjenigen des wayang kulit gedog, dem dasselbe Panji-Repertoire zugrunde liegt. Die Körperpositionen weichen hingegen von den langgestreckten Schattenspielfiguren ab, denn die auf den Bildern gemalten Personen sitzen häufig oder werden mit bei schnellen Bewegungen stark geknickten Beinen gezeigt. Die drei grundsätzlich unterscheidbaren Typen sind der Typ halus („edel“, „fein“, „kultiviert“), der Typ kasar („grob“, „vulgär“, „unerzogen“, ein Schimpfwort) und der Typ lucu („spaßig“, „drollig“, „grotestk“).
Das Gesicht des halus-Typs hat eine weit nach vorn gezogene Nase, die von der Stirn bis zur Spitze eine gerade Linie bildet. Obwohl das vornehme Gesicht ganz im Profil gezeigt wird, ist häufig das zweite Auge etwas kleiner sichtbar (Zweiäugigkeit). Die Augen sind mandelförmig mit einer geraden unteren Kante und einem flachen Bogen als oberem Rand. Die Pupille sitzt als Kreis oder Kreissegment im vorderen Zwickel des Auges. Augen, Nasen und Bärte, die häufig nur als schmale Fortsetzung der Mundwinkel erkennbar sind, sind die wesentlichen Unterscheidungsmerkmale. Das Kinn kommt nur als sanfter Schwung vor, der bis zu einem weit hinten liegenden, dünnen Hals reicht. Ab der geraden Linie der Schultern, aus denen der Hals unvermittelt herausragt, ist der Körper frontal dargestellt. Arme und Beine erscheinen spinnenartig lang und dünn. An den Ellbogen knicken sie häufig in einem spitzen Winkel um. Die Füße sind wie der Kopf von der Seite dargestellt und zeigen stets in dieselbe Richtung. Diese Typologie gilt für alle vornehmen Figuren ohne Unterscheidung, ob sie zu den Guten um Panji oder zur bösen Partei um Panjis Gegner, dem grausamen König Klana (Kelana Tunjung Seta) gehören.
Der kasar-Typ unterscheidet sich durch sein Gesicht im Halbprofil, bei dem beide Augen etwa gleich groß, rund und weit aufgerissen sind. Die Nase ist wie beim halus-Typ lang, aber etwas breiter und die leicht gekrümmte Linie des Nasenrückens endet zwischen den Augen. Die Schultern sind breit, die Arme kräftig und teilweise muskulös, auch die Finger der relativ kleinen Hände sind eher dick. Der Körper ist rundlich und wird frontal oder etwas von der Seite gezeigt. Häufig hängt ein kugelförmiger Bauch über dem Hüfttuch (allgemein kain, „Stoff“, „Tuch“). Darunter schauen muskulöse Beine mit nach einer Seite gerichteten Füßen hervor.
Zum dritten lucu-Typ gehören die Diener (panakawan) der feinen Herren. Ihre komische Gestalt entspricht etwa dem lebensechten Aussehen der Relieffiguren an mittelalterlichen ostjavanischen Tempeln vor dem Einfluss des Islam. Die älteste bekannte Darstellung des panakawan-Typus stammt vom Ende des 13. Jahrhunderts und befindet sich am Tempel (candi) Jago (nahe Malang). Mitte des 12. Jahrhunderts werden panakawan-Figuren bei wayang kulit-Aufführungen im Werk Kakawin Ghatotkacasraya des javanischen Dichters Mpu Panuluh erstmals schriftlich erwähnt. Sie haben die Entpersönlichung und Standardisierung nicht mitgemacht und erscheinen daher in einer gestalterischen Vielfalt mit diversen körperlichen Abnormitäten meist als Zwerge oder Riesen. Die Füße sind nicht immer in gleich gerichtete Seitenansicht gedreht, sondern können auch halb nach vorn gewendet sein. Die Köpfe haben kaum allgemeine Merkmale, außer dass die Gesichter im Halbprofil, groß und rund gezeigt werden. Die Nasen sind knollenförmig oder eingeschrumpelt, die Augen sind rund, manche halb geschlossen oder groß hervortretend.
Die meisten männlichen Figuren zeigen einen unbekleideten, fast weißen Oberkörper. Die Adligen tragen im Alltag ein bis zu den Knien reichendes Hüfttuch (kain bokongan), das in einer weit nach hinten hängenden Schleppe mit einer aufgebauschten Bordüre enden kann. Im Kampf tauschen sie dieses gegen ein kurzes Hüfttuch (kain katongan), unter dem sie eine enge, bis über die Knie reichende Hose (celana) tragen. Die adligen Frauen sind mit einem über der Brust gewickelten Tuch (kembenan) bekleidet, das bis zu den Knien reicht, während die weiblichen panakawan unter einem dürftigen Brusttuch (kemben) bauchfrei sind. Die männlichen kasar-Typen tragen Hüfttücher, deren Enden manchmal unter den Beinen durchgezogen sind. Die männlichen Diener zeigen ihren Oberkörper meist unbekleidet, viele von ihnen tragen nichts als eine Schambinde (cawet). Fast alle männlichen und weiblichen Figuren sind mit Schmuck in Form von Halsketten (kalung) mit blumiger Brosche, Reifen an den Handgelenken (gelan), Ohrsteckern und Oberarmreifen ausgestattet. Bei Fürsten hängt eine geschwungene „Schlangenkette“ (kalung ulur-ulur) über der Brust herab, die in einem Garuda-Kopf oder dem Kopf des Drachens Naga Ardawalika endet.
Zu den Attributen der Figuren oder Objekten in deren Nähe gehören: Ein in höfischen Szenen vorkommender, hoher, sich nach oben verjüngender Behälter (kacu) diente möglicherweise der Aufbewahrung langer Zigarren, im Zusammenhang in einzelnen Szenen kann dieser auch als Weihwassergefäß oder Behälter für Betel gedeutet werden, letzterer wäre in der Hand von Hofdamen ein Statuszeichen (ampilan) für eine bei Zeremonien herausragende Position. Ein Würdezeichen bei Hof ist der Ehrenschirm (javanisch songsong, indonesisch payung). Er wird von einem privilegierten Hofbeamten (panongsong) über die würdige Person gehalten, deren genauer Rang an der Farbe des Schirms abzulesen ist.
Männer von Stand tragen auf allen Bildern einen Zeremonialdolch (kris) im Gürtel. Der kris gilt als so heilig, dass nach der bekanntesten Erzählung ein ganzes Reich zerfällt, als der König seinen magischen kris an einen bösen Dämon verliert. Zum glücklichen Ende erhält der König von einem alten Mann den noch mächtigeren kris Pasopati, benannt nach dem Namen dieses Mannes, der als der erste Muslim des Landes gilt. Ebenfalls verehrt wird die Lanze (tombak), die als fürstliches Würdenzeichen (upacara) dient. Auf mehreren Rollen kommen Thronsitze vor, hinter denen ein großes Vogelwesen steht, das dem mythischen Vogel Garuda oder einem Pfau ähnelt.
Weitere auf den Bildern meist gut erkennbare Vögel fliegen am Himmel oder sitzen in den Baumkronen. Über den Köpfen von zwei toten Helden fliegen zwei Seelenvögel, die immer als Paar die Seele (jiwatma, Sanskrit „Seele“, „Selbst“) ins Jenseits begleiten. In einigen Szenen kommen vierfüßige, entfernt pferdeähnliche Fabelwesen vor, ansonsten sind Säugetiere selten. Eine kleine Katzenart ist der Fleckenmusang (musang oder luwak), der wie der Mungo einen buschigen Schwanz hat. Beide Arten kommen mehrfach auf den Rollen von Gelaran vor. Sie gehören zu den nachtaktiven Tieren, die luwak lassen sich gut zähmen und leben dann in der Umgebung des Menschen.
Während über eine möglicherweise früher vorhandene, magische Bedeutung dieser Tiere nur spekuliert werden kann, tauchen gewisse Bildmotive im wayang beber auf, die auch anderswo als magische Abwehrmittel fungieren. Hierzu gehört das in Indonesien sehr alte Dreieckmotiv tumpal, dessen Form eines schmalen, gleichschenkligen Dreiecks meist hinter Wellenlinien, die Ranken und Blätter darstellen, versteckt ist. Das tumpal kommt vielfach auf Batikstoffen und auf kunsthandwerklichen Gegenständen vor. Der Dämonenkopf kala ist schwierig zu erkennen, weil er wie Blütenblätter oder eine Rosette zum Ornament geworden ist.
Das zentrale Motiv im Hintergrund vieler Szenen ist der gunungan, mit dem als Schattenspielfigur beim wayang kulit zu Beginn der Aufführung die Götter und Ahnen herbeigerufen werden. In der äußeren Gestalt eines wringin-Blattes (des heiligen Bodhi-Baums, Ficus religiosa) verkörpert der gunungan den Weltenberg und stellt mit seiner Mittelachse zugleich den Lebensbaum dar. Mit den sonstigen Figuren in der Krone des Lebensbaums und einem überdachten Portal darunter vereint der gunungan Dämonen, einen kala-Kopf, die mythische Schlange Naga, den Glücksgott Ganesha, kleinere Tiere und Vögel. Auf den Rollen von Gedompol ist der gunungan eher stilisiert, während er auf den Gelaran-Rollen deutlicher hervortritt.

### Erzählung

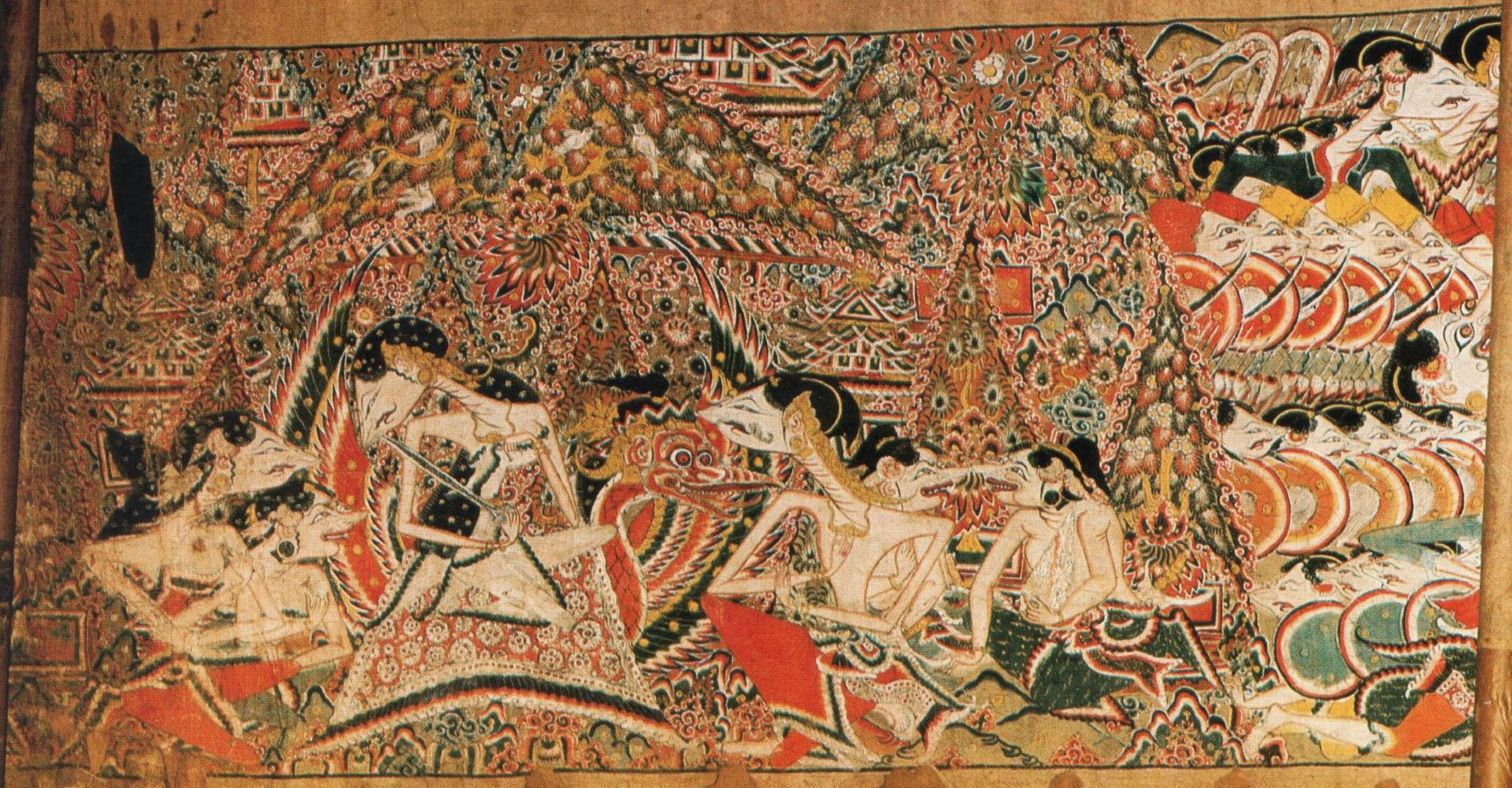
Wayang beber Gedompol, 5. Rolle, 2. Szene: Prinzessin Sekar Taji auf dem Garuda-Thron im Palastgarten wird von Klana bedrängt, der sich als ihr Bruder Ganda Ripa verkleidet hat.

Der Held Panji ist eine Romanfigur aus dem 14./15. Jahrhundert und wird in zahlreichen Varianten in mehreren wayang-Stilen inszeniert. Die meisten der in der Majapahit-Zeit an Tempeln abgebildeten Figuren gehören zu den Panji-Erzählungen. Als 1364 die Insel Bali erobert wurde, verbreiteten sie sich auch auf Bali, wo Malat zur beliebtesten Panji-Erzählung wurde. Der weit reichende politische und kulturelle Einfluss des Majapahit-Reiches brachte den Panji-Stoff bis nach Siam und ins Reich der Khmer. Auf der Malaiischen Halbinsel ist beispielsweise die Geschichte Hikayat Panji Kuda Semirang bekannt. Javanische Panji-Geschichten tragen – stets nach der Hauptfigur – Titel wie: Panji Asmarabangun, Panji Ande-Ande Lumut, Panji Jayakusuma, Panji Jayengtilem, Panji Ngronakung und Panji Waseng Sari.
Für die Erzählung der Bildrollen von Gedompol lautet der Titel nach der Hauptfigur (lakon) Panji Jaka Kembang Kuning. Panjis Prinzessin ist Sekar Taji und der Bösewicht ist der Dämonenkönig Klana aus einem anderen Land. Die Prinzessin erfährt, dass Klana sie heiraten möchte und flieht, um dem zu entgehen, aus dem Palast (kraton) von Kediri. Der gute König Brawijaya lässt alle Adligen seines Reiches herbeirufen, um die verschwundene Prinzessin zu suchen. Wer sie findet, werde um ihre Hand anhalten dürfen. Klana erscheint auch auf der Versammlung und erfährt von der Abmachung. Panji macht sich mit zwei Getreuen auf die Suche und kommt auf den Marktplatz der Stadt Paluhamba, auf dem sich zufällig die Prinzessin aufhält. Er erkennt sie, worauf sie ohnmächtig zusammenbricht und zur Pflege in ein Haus gebracht werden muss. Die Kunde ihres Wiederfindens erreicht schnell den Palast. Von Boten lässt Panji Geschenke an den König senden, um seinen Heiratswunsch zu bekräftigen. Klana lässt durch seine Schwester Tigaron ebenfalls Geschenke überbringen und verlangt die Prinzessin für sich. Die Geschenke Tigarons werden im Palast nicht angenommen, es kommt zu einem Wortwechsel, der bald in einen tätlichen Streit ausartet. Tigaron wird verwundet und eilt zu ihrem Bruder. Klana erscheint persönlich im Palast von Kediri und besteht auf seiner Forderung. Um einen Krieg zu vermeiden, ordnet der König einen Zweikampf an. Der Sieger möge Sekar Taji zur Frau erhalten. Kebo Lorodan, ein Kämpfer aus Klanas Reihen und einer der Getreuen Panjis, Tawang Alun, treten gegeneinander an, wobei Tawang Alun am Kopf getroffen und schwer verletzt wird. Kurz später nimmt Panji den Kampf auf und tötet Kebo Lorodan. Damit hat Panji beide Aufgaben als Heiratsanwärter erfüllt.
Die Prinzessin ist wieder in den Palast zurückgekehrt. Klana fasst den Plan, sich als ihr Bruder Ganda Ripa zu verkleiden, um sie abends im Lustgarten des Palastes zu treffen. Als er am Abend in den Garten eindringt, erkennt ihn Sekar Taji und wendet sich mit Entsetzen ab. Ihr echter Bruder eilt herbei und jagt Klana davon. Die beiden kämpfen sich bis zum großen freien Platz (alun-alun) auf dem Palastgelände durch, wo es zur Entscheidungsschlacht kommt. Dem wieder genesenen Tawang Alun, der zuvor vom König mit dem Auftrag, Klana zu töten, den magischen kris Pasopati erhalten hat, gelingt es, mit dem kris Klana tödlich am Hals zu treffen. Viele Kämpfer fallen in der Schlacht auf beiden Seiten. Die Siegreichen ziehen zum Heerlager Klanas und bringen dort Kriegsbeute nebst den Frauen Klanas in ihren Besitz. Nachdem alle an den Palast zurückgekehrt sind, erklärt der König Panji zum Bräutigam seiner Tochter, die Hochzeit wird eingeleitet und es herrscht wieder Frieden.
Ein Teil der Bildrollen von Gelaran hat die Erzählung (lakon) Remeng Mangunjaya zum Inhalt. Weil seit dem 20. Jahrhundert kein hinreichend qualifizierter dalang die Rollen betreut, ist deren inhaltliche Zuordnung nicht mehr eindeutig überliefert. Zwischen manchen Rollen hängen die Szenen nicht unmittelbar zusammen. Ein Aufführungshandbuch (pakem) ist in Gelaran nicht mehr vorhanden, weshalb die ursprüngliche Szenenfolge nur durch zusammenfassende Betrachtung früherer Beschreibungen von Aufführungen und erhaltener Textfragmente versuchsweise nachgezeichnet werden kann. Die beiden verfeindeten Gruppen sind in Gelaran Panji, genannt Remeng Mangunjaya, mit seinen Leuten und der böse Klana Jaka und sein Gefolge. Prinz Remeng Mangunjaya von Jenggala versucht, Prinzessin Candrakirana von Kediri als Braut zu gewinnen.

### Einzelne Szenen

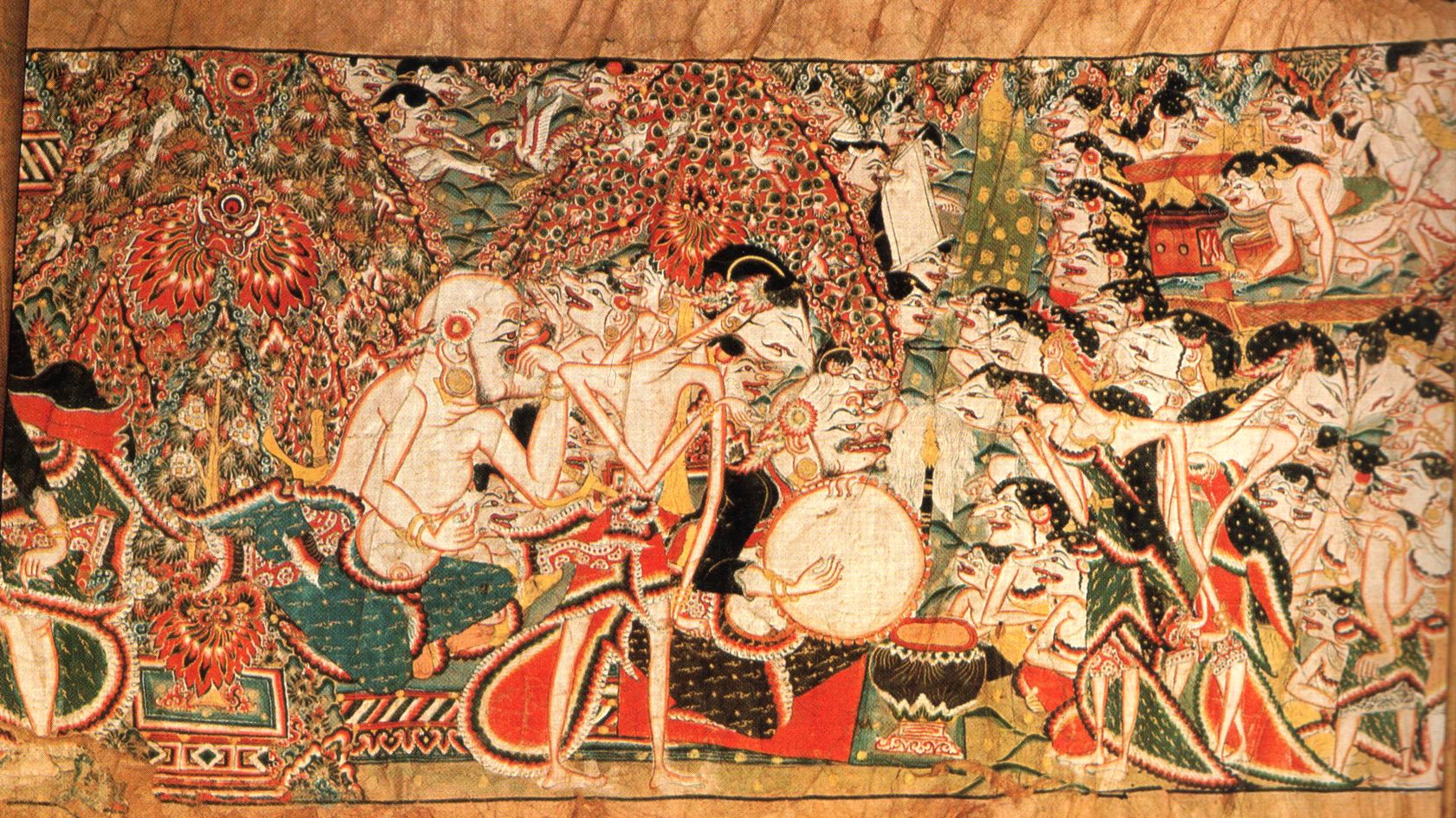
Marktszene mit Panji und der Prinzessin. Gedompol, 1. Rolle, 4. Szene

Gedompol, 1. Rolle, 4. Szene: Auf der Suche nach Sekar Taji kommt Panji mit seinen beiden Getreuen (panakawan) Tawang Alun und Nala Drema auf den Marktplatz von Paluhamba. Tawang Alun tritt als Trommler auf, was Prinzessin Sekar Taji anlockt. Panji erkennt die Prinzessin in der Menge, worauf diese in Ohnmacht fällt. In der Mitte steht Panji, rechts der trommelnde Tawang Alun und links von ihm Nala Drema mit der Hand vor dem Mund, was ein Zeichen von Unsicherheit darstellt. Die Trommel wird im zugehörigen javanischen Text als terbang bezeichnet. Terbang, indonesisch rebana, heißt heute eine tiefbauchige, aber wesentlich kleinere Rahmentrommel in der islamischen Musikkultur. Die Köpfe im Hintergrund gehören zu Marktbesuchern. Ihnen gegenüber steht auf der rechten Seite eine Gruppe von Frauen. Sekar Taji wendet im Unterschied zu allen anderen Frauen ihr Gesicht ab, um nicht erkannt zu werden. Der Trommler und Nala Drema hocken auf einem Podest, Panji steht vor dem Podest auf dem Boden. Die Dreiergruppe wird von einem schirmartigen Baumwipfel mit kleinen Vögeln darin überragt. Über dem Kopf Nala Dremas tut sich ein dreieckiges grünes Feld auf, zu dem die Marktbesucher hinaufblicken. Dort sind drei Köpfe links und einer rechts vermutlich nicht Zuschauer eines Hahnenkampfes, wie es bei schneller Betrachtung scheint, sondern blicken auf einen balzenden Hahn und eine Henne. Rechts vom Baumwipfel erscheinen mehrere Personen, die Köpfe nach rechts gewandt. In ihrer Mitte haben sie ein weißes Tuch aufgerollt, das an den Enden an Stäben befestigt ist. Es ist offensichtlich ein wayang beber, das von der Rückseite, wie es der dalang vor sich hat, zu sehen ist. Der senkrechte grüne Streifen, der Panji von der Frauengruppe trennt, stellt einen mit Goldblumen bestickten Schleier dar, der dafür sorgt, dass Panji seine Frau vor der Hochzeit nur schemenhaft zu Gesicht bekommt.
Vom Hauptgeschehen unabhängig, aber möglicherweise mit dem balzenden Hahn in Beziehung stehend ist eine erotische Szene in der rechten oberen Ecke. Eine halbnackte, hockende Frau, die einen Ofen schürt, um darauf Pfannkuchen zu backen, wird von einem Mann mit schwarz-weißem Spitzhut von hinten begattet. Der Mann hat eine gelbliche Umhängetasche schräg über die Schulter gehängt und scheint ein Fischer zu sein, der seinen Fang auf dem Markt verkaufen will. In diese Szene ist das Chronogramm (sengkala) mit der javanischen Jahreszahl 1614 (1690 n. Chr.) integriert.
Gedompol, 5. Rolle, 2. Szene: Klana ist als Ganda Ripa verkleidet in den Lustgarten der Prinzessin Sekar Taji eingedrungen. Sekar Taji sitzt in der Mitte auf einem Thron in Gestalt des Garuda, dessen Flügel sie kreisförmig umgeben und über den eine bis zum Boden hängende, geblümelten Decke gelegt ist. Sie merkt am Geruch, dass es nicht ihr Bruder ist, der rechts neben ihr kniet, wendet sich mit Abscheu von ihm und zieht ihren kris, den sie in der rechten Hand hält. An einem Detail ist die Verkleidung erkennbar: Klana hat seinen Schnurrbart behalten, während der echte Ganda Ripa keinen Bart trägt. Rechts hinter Klana sitzen zwei Diener im Gespräch vertieft mit den Nasenspitzen aufeinander. Der rechte Diener hält mit der linken Hand ein dreieckiges Würdezeichen (kacu mas, aus kacu, „Stofftuch“, und dem javanischen Titel mas, ein Gefäß mit Deckel) vor seinen Oberkörper, was ihn als Hofdiener in gehobener Position auszeichnet. Links von Sekar Taji knien zwei Dienerinnen.
Die gesamte Szene ist im Hintergrund von fünf spitzen gunungan eingerahmt. Bei den beiden freistehenden gunungan auf der rechten Seite ist der für das Lebensbaum-Weltenberg-Motiv charakteristische Dämonenkopf (kala) zu sehen, bei den anderen ist dieser mittlere Bereich der Baumkrone verdeckt. Fünf gunungan in einer Szene sind ungewöhnlich viele. Die so grob in ihrem Privatbereich bedrängte zarte Prinzessin bedarf besonders vieler magischer Schutzsymbole, zu denen neben dem gunungan, die großen dreieckigen tumpal am oberen Bildrand, der kris in ihrer Hand, ein überdachter Opferplatz (Dachgiebel links des kleinen gunungan über dem Kopf der Dienerin) und ein ardawalika gehören. Die „Drachenvogelfigur“ ardawalika ist eines der Reichsinsignien (ampilan), die Würdenträger in Gegenwart des Fürsten und bei Prozessionen tragen. Das ardawalika ist ein mit dem Hintergrund verschmolzenes Schmuckmotiv an der rechten oberen Ecke eines horizontalen roten Reckecks im Baum über den langnasigen Dienern. Das Rechteck wird als Zeremonialtablett gedeutet.
Gedompol, 5. Rolle, 3. Szene: Durch das Einschleichen Klanas zu Sekar Taji in den Garten sind die bisherigen Zweikämpfe zu einem Krieg zwischen den Heeren Klanas und des Königs Brawijaya ausgewachsen. Bei der Entscheidungsschlacht auf dem alun-alun vor dem Palast in Kediri sticht Tawang Alun den magischen kris Pasopati in den Hals seines Gegners Klana. Von links dringen die Kämpfer Panjis vor. Die beiden gleich aussehenden Köpfe links oben gehören zu Panji (mit schwarzer Jacke) und Kronprinz Ganda Ripa (mit gezacktem Schultertuch), die auf ihren Kampfeinsatz warten. Rechts hinter Klana kommt der massige Nala Drema mit einer roten Kappe hervor, der weit auf der gegnerischen Seite kämpft und dabei ist, einem Feind den Kopf abzuschlagen. Weiter rechts haben sich die Kämpfer Klanas umgewendet und sind bereits auf der Flucht. Viele sterben in der Schlacht oder werden gefangen genommen. Nur fünf Kämpfer in der mittleren Reihe links sind mit vorgestrecktem Säbel zu sehen, die übrigen kämpfen mit einem Kris. Beide Heere verwenden runde Schilde als Schutzwaffe.
Gedompol, 6. Rolle, 3. Szene: Im Gemach der Prinzessin Sekar Taji im Palast von Kediri sitzt Prinzessin Sekar Taji nach ihrer Hochzeit und erhält von der religiösen Ratgeberin mbok Kili Suci Verhaltensregels für den weiteren Lebensweg (mbok oder embok, „Mutter“, Anrede für ältere Frauen). Sekar Taji hat sich ein helles Batiktuch umgewickelt und sitzt auf einer Rohrmatte. Kili Suci, die links hinter ihr sitzt, ist eine dukun (Wunderheilerin, Wahrsagerin, mit magischen Kräften ausgestattet) und spricht zur Prinzessin, wie an ihren Handbewegungen zu erkennen ist. Sie trägt eine schwarze Bluse, ein weißes Kopftuch und einen goldenen ardawalika am Hinterkopf. Symmetrisch gegenüber der Prinzessin sitzt entweder ihr Bruder Ganda Ripa oder ihr Gemahl Panji. Direkt unter der Prinzessin sind zwei Hofdamen mit runden, silbernen Deckelgefäßen (sumbul, Würdezeichen) zu sehen. Sie tragen goldene Halsringe, die in Schlangenköpfen enden (nur einer sichtbar) und Holzpflöcke in den Ohren. Von den weiteren Hofdamen am linken Bildrand hält eine einen Gehstock (teken) und die andere ein kacu mas (spitzkegelförmiges Würdezeichen) in der Hand. In der Mitte halb verdeckt hält eine weitere Dame einen hellen Kasten. Mit denselben Attributen wie bei den beiden linken Hofdamen sitzen zwei männliche Diener auf der rechten Seite.
Die Aufteilung in weibliche und männliche Bildhälfte übernimmt ein über die gesamte Bildhöhe reichender gunungan. Der Lebensbaum besitzt unten keinen Stamm, sondern ist aus zwei Baumspitzen übereinander zusammengesetzt. Die Grundfarbe des kleineren Baumes unten ist rot, die des oberen grün. Beide sind in klar konzipierter Anordnung mit pflanzlichen Motiven gefüllt. Das querrechteckige rote Feld im Hintergrund an der Spitze des unteren Baumes ist ein Zeremonialtablett, auf dem ein goldener Gegenstand auf jeder Seite liegt. Die Spitze des oberen Baumes mündet in eine große kala-Figur von Typ des balinesischen karang bintulu (einäugiger Dämonenkopf als Steinrelief an Tempeln, in der Malerei ist das Auge von Blütenblättern umgeben). Je ein weiterer gunungan ist am linken Bildrand und angeschnitten am rechten Rand erkennbar.

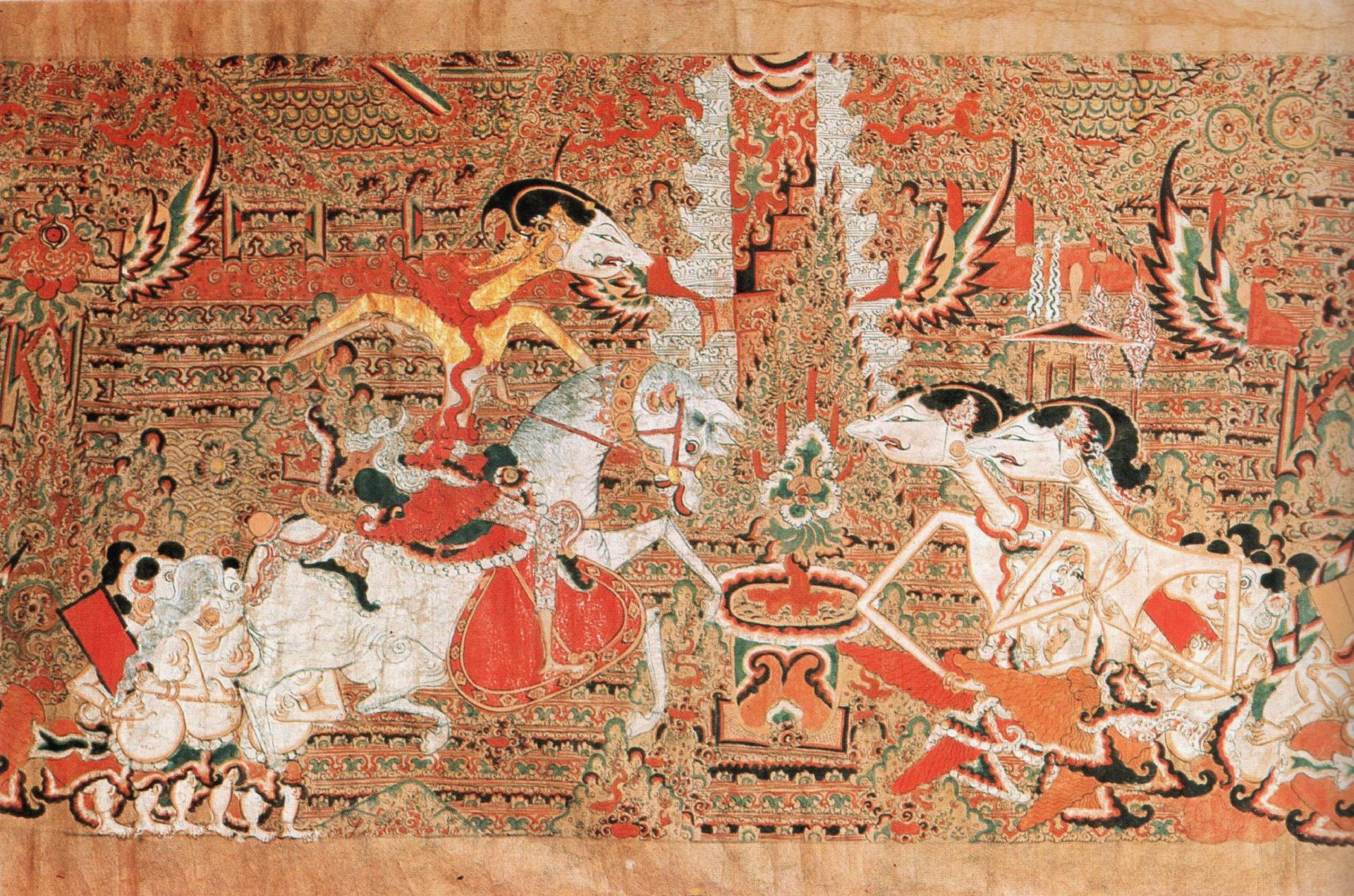
Gelaran, 1. Rolle, 3. Szene: Im Palast eines Adligen in Pasirapan. Radèn Gunung Sari, der Schwager von Panji Sepuh, verabschiedet sich von seinen beiden Ratgebern, bevor er sich zu Pferd ins Reich Ngurawan begibt, um dort die Prinzessin Kumuda Ningrat für sich zu gewinnen.

Gelaran, 1. Rolle, 3. Szene: Die Szene spielt im Palast eines Adligen in Pasirapan. Die Hauptfigur auf der linken Seite ist Radèn Gunung Sari, der Schwager von Panji Sepuh (alias Remeng Mangunjaya, Sohn des Königs). Die beiden Figuren auf der rechten Seite sind die Diener Tratag und Gimeng, beide Ratgeber (emban) Gunung Saris. Dieser verabschiedet sich von seinen Ratgebern, weil er mit seinem Pferd kyahi Udan Mimis nach Ngurawan reiten will. Kyahi ist eine ehrenvolle Anrede für einen älteren Mann und udan mimis heißt „Regentröpfchen“. (In der 4. Rolle, 1. Szene, als sich Gunung Sari auf halbem Weg nach Ngurawan befindet, ist das Pferd mit Regentröpfchenpunkten übersät.) Ngurawan ist neben Kediri und Jenggala ein kleines Königreich, das zur Gruppe von Panji gehört. In Ngurawan will der vermutlich aus Kediri stammende Gunung Sari um die Hand der Prinzessin Kumuda Ningrat anhalten. Gunung Sari trägt eine hautenge Hose mit Blumenmuster; Oberkörper, Arme und Hals sind mit Goldstaub gepudert. Seine Hose gilt als Kampfkleidung, vermutlich trägt er sie, weil auf der Reise mit Schwierigkeiten zu rechnen ist. Mit der linken Hand hält er die Zügel des Pferdes, dessen Zaumzeug und Sattel üppig verziert sind. Die Gesichter der Ratgeber lassen erkennen, dass sie von hohem Rang sind. Die drei kleinen rundlichen Figuren hinter Gunung Saris Pferd sind seine Diener (panakawan).
Im Zentrum der Szene befindet sich das Motiv des gunungan mit einem spitz zulaufenden Baum, der – obwohl er dicke Wurzeln hat – in einer Art Blumentopf steht. Bei einer ähnlichen Darstellung in der 1. Rolle, 1. Szene, die in der Audienzhalle des Palastes von Jenggala spielt, sprießen aus demselben Blumengefäß Lotosblüten an Stängeln aus einer gewellten Wasseroberfläche. Der Baum wächst leicht schräg nach oben und berührt den rechten der beiden weißen Torpfeiler, der den Eingang (candi bentar, „gespaltenes Tor“) zu einem balinesischen Tempel darstellt. Die gesamte Symbolik eines gunungan ist hier vereint. Die seitlich aus dem candi bentar herausragenden Vogelschwingen sind ein Motiv, das als lar häufig in Batiken vorkommt und die Flügel des mythischen Vogels Garuda darstellt.

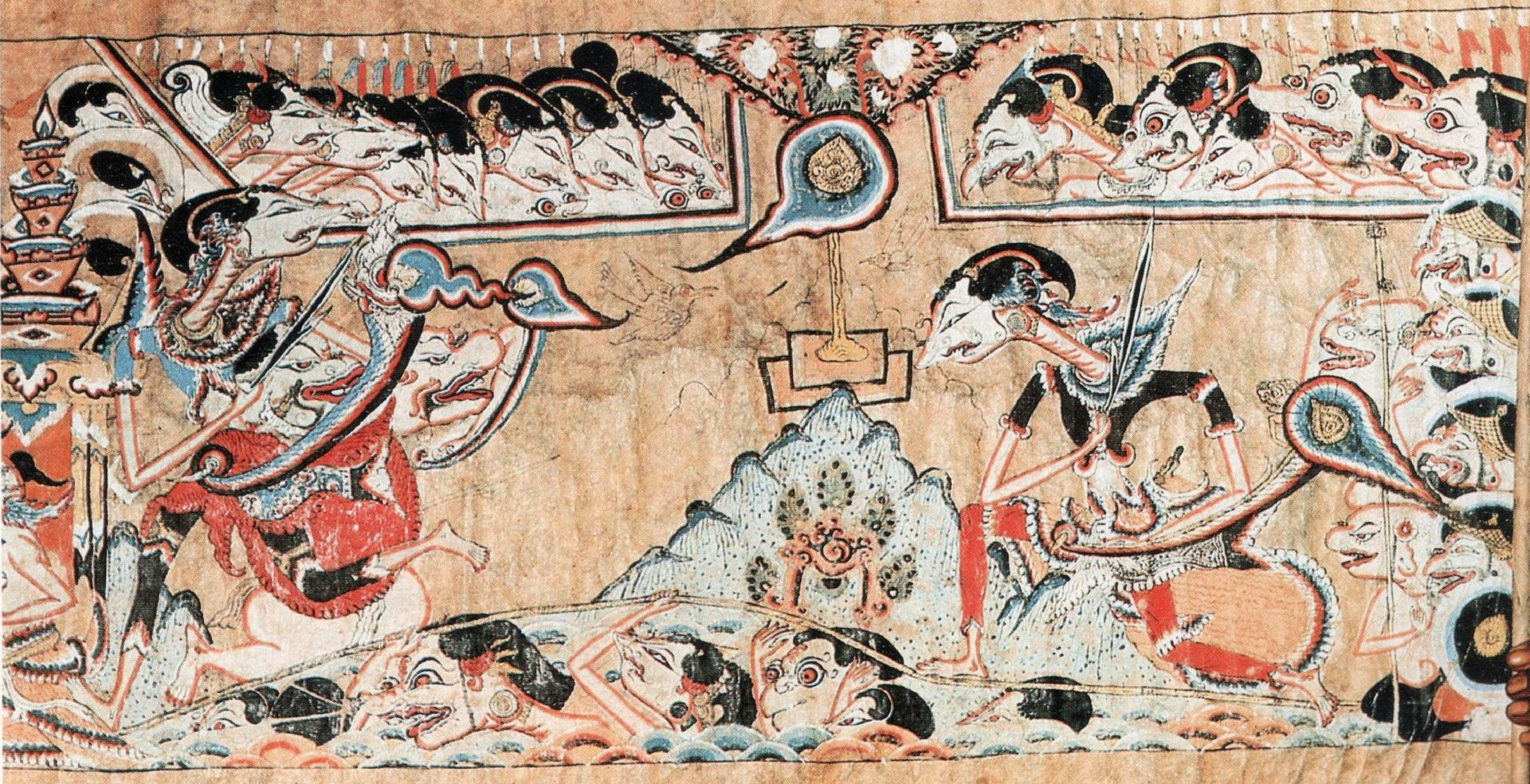
Gelaran, 6. Rolle, 4. Szene: Wettkampf auf dem Seil. Panji Sepuh (links) hat es schon geschafft, während Jaya Puspita (rechts) auf dem schwankenden Seil balanciert und bald abstürzen wird.

Gelaran, 6. Rolle, 4. Szene: Königin Kancana Wulan (auch Condra Kirana) wartet sehnsüchtig, dass ihr geliebter Panji Sepuh die übrigen, um ihre Hand anhaltenden Mitbewerber in einem Wettkampf (sayembara) schlägt. Zum Wettkampf gehört, ein über eine Schlucht gespanntes Seil zu überqueren. Panji Sepuh auf der linken Seite hat das Seil bereits überquert und sich damit das Anrecht auf die Königin gesichert. Sein Gegner ist Jaya Puspita, die zentrale Figur auf der rechten Seite, der im Auftrag des bösen Königs Klana Jaka den Sieg erringen soll, was ihm aber nicht gelingt. Von oben beobachten die Anhänger beider Parteien das Geschehen: auf der linken Seite Königin Kancana Wulan, König Lembu Amijaya und Familienangehörige, rechts Brahmana Konda (Hofpriester und Ratgeber des Königs), König Klana Jaka des Reiches Maguwa und Angehörige.
Die Schlucht ist mit einem Gewässer gefüllt, aus dem die Köpfe abgestürzter Fürsten herausschauen, die zuvor vergeblich versucht haben, auf dem Seil die Schlucht zu überqueren und abgestürzt sind. Panji Sepuh und sein Verfolger Jaya Puspita halten Schwerter in der Hand und haben einen kris im Gürtel stecken. Mit ihrem linken Arm führen sie einen Schild mit sich, dessen gekrümmte Kante zu sehen ist. Am rechten Ende der Schilde ist eine Art Wimpel in der Form eines dreieckigen tumpal befestigt. Die disqualifizierten Wettkämpfer im Wasser wackeln am Seil, um Panji Sepuh zu Fall zu bringen, der jedoch bereits mit einem Bein das rettende Ufer erreicht hat. Jaya Puspita ist mit einer schwarzen, kurzärmligen Jacke mit spitzem Kampfkragen, eine lange rote Hose und darüber eine kürzere rote Hose bekleidet. Panjis Kleidung ist ähnlich, er trägt eine schwarze lange und darüber kurze enge Hose und eine himmelblaue Jacke mit Kampfkragen. Die kurzen oberen Hosen enden in einem breiten Saum. Die beiden dicken Gesichter bei Panji Sepuh gehören den panakawen Menak Cahu und Menak Agung, die sich als Kämpfer zur Verfügung halten. Menak Cahu trägt denselben Schild am Unterarm mit einem tumpal wie Panji und Jaya Puspita.
Die Schlucht ist an der Bergformation in der Mitte erkennbar. Deren Gipfel reicht bis zu einem zweistufigen Podest, aus dem ein schlanker Baumstamm herauswächst, der sich über einem großen tumpal mit einem runden kala-Motiv in der Mitte zu einer breiten Krone erweitert. Die Vertreter beider Parteien blicken über eine Balustrade auf das Geschehen. Am rechten Bildrand sind übereinander stehend einige Kämpfer des Klana Janka zu sehen, die Hüte tragen. Die beiden Figuren vor ihnen ohne Kopfbedeckung sind panakawan. Sie halten sich direkt an der Grenze des Kampfplatzes auf, der durch einen dünnen senkrechten Stab markiert ist. Die Malerei ist von schlechterer Qualität und unvollendet.

## Moderne Bildrollen
Seit Ende des 20. Jahrhunderts gibt es einige mit einer Rückbesinnung auf Kulturtraditionen verbundene Bemühungen, diese ohne ihre rituelle Bedeutung als Kunstgattung und Unterhaltungsform wiederzubeleben und für ein allgemeines Publikum zugänglich zu machen. In Zentraljava entstanden nach der Jahrtausendwende neue Formen von wayang beber. Der Maler Dani Iswardana entwickelte 2004 in Surakarta einen Stil, den er zur Unterscheidung von den traditionellen Formen wayang beber kota („städtisches wayang beber“) nennt. In seinen Erzählungen widmet sich Iswardana nicht dem Prinzen Panji, sondern dem Alltagsleben und den Problemen heutiger randständiger Bevölkerungsgruppen. So regt sich etwa in einem Stück eine Figur über eine Überschwemmung auf, die von einem mit Abfall verstopften Abwasserkanal hervorgerufen wird und die weibliche Hauptperson Dewi Sekartaji gerät wegen des in die Höhe schießenden Preises für rote Zwiebeln außer sich. Die Erzählungen spielen in den Kleinstädten Wonosari und Pacitan.
Eine Gruppe um Anthony Satrowiyo (auch als Joko Kondo bekannt), die sich Wayang Beber Welingan nennt, entwickelte 2011 in Surakarta ein wayang beber mit sozialpolitischem Anspruch (javanisch weling bedeutet „Botschaft“). Die Bildrollen werden nach traditionellen Batiktechniken auf die Stoffe gemalt und in javanischer Sprache erzählt. Die Aufführungen finden auf öffentlichen Plätzen, an Schulen, in Kulturzentren, Restaurants und Moscheen statt. Gezeigt werden eigene oder von Iswardana angefertigte Bildrollen. Die begleitenden Musikensembles spielen meist auf traditionellen gamelan-Instrumenten, manchmal auch mit Bambus-Idiophonen und einem lesung (bootsförmige Rinne aus einem Holzstamm, in die mehrere Musiker mit Holzstangen hineinstoßen). In einem lesung stampfen traditionell Frauen Reis und der so erzeugte, heftig pulsierende Rhythmus begleitet ein Stück, das vom Verschwinden der herkömmlichen Landwirtschaft handelt.
In Jakarta wendet sich die 2009 gegründete Gruppe Wayang Beber Metropolitan an ein jüngeres städtisches Publikum, das von dieser traditionellen Kunstform bislang kaum etwas gehört hat. In ihren Aufführungen behandeln sie in indonesischer Sprache aktuelle Themen wie Korruption, Ökologie und Sozialprobleme. Teilweise ergänzen sie die Bildrollen mit Videoprojektionen und Tänzen.
Die Szenen in den modernen Formen des wayang beber werden häufig frei von traditionellen Vorbilder in einem cartoonartigen Stil und mit leuchtenden Farben gemalt. Entgegen der überlieferten Konvention können bei modernen Aufführungen auch Frauen als dalang auftreten.
Der Maler Mahmudi präsentiert die javanische Erzählung Damarwulan als wayang beber kombiniert mit szenischen Elementen aus dem populären Volkstheater Ketoprak.
In einer Kunstgalerie in Surakarta wurden 2013 ungefähr 50 von mehreren Malern angefertigte Bildrollen präsentiert, die sich als Kunstform verstehen und traditionelle Panji-Erzählungen sowie moderne Themen behandeln, die als Comics gelesen werden können. Szenen aus Bildrollen werden auch als Souvenirs an Touristen verkauft.